# 120-мм возимый миномёт 2Б11
2Б11 — советский возимый миномёт. Разработан в ЦНИИ «Буревестник» в Нижнем Новгороде в 1979 году.

## Описание
Миномёт 2Б11 представляет собой развитие конструкции полкового миномёта образца 1943 года — ПМ-43. Основными нововведениями стало использование более современных материалов, позволившее уменьшить общую массу миномёта. Заряжание производится с дульной стороны. Миномёт выполнен по классической схеме мнимого треугольника. Казённая часть упирается в специальную опорную плиту. Плита и двунога устанавливаются в грунт. Для предотвращения двойного заряжания в некоторых модификациях на дульном срезе установлен специальный механизм.
Современная модификация 2Б11 имеет возможность стрельбы практически всеми типами артиллерийских мин калибра 120-мм, в том числе управляемыми артиллерийскими минами КМ-8 «Грань», кроме того время приведения миномёта в боевое положение снижено с 20 минут до 1,5…2 минут. Миномёт 2Б11 может использоваться в составе миномётного комплекса 2С12 «Сани» с применением колёсного хода для буксировки, а также устанавливаться на гусеничные шасси.

## Модификации
- 2Б11 — базовый вариант;
  - 2B11 — болгарский лицензионный вариант.
  - 2Б11А — новая опорная плита с шарниром, наводится по горизонтали без разворота опоры, транспортная машина «Урал»[4]
- 2С12 «Сани» — миномётный комплекс, в состав которого входит транспортная машина 2Ф510 и колёсный ход 2Л81 для миномёта 2Б11.
- «Тунджа-Сани» — самоходный миномёт на базе МТ-ЛБ, в качестве основного вооружения используется миномёт 2Б11, устанавливаемый в корпус тягача;
  - SMM 74 B1.10 «Tundzha-Sani» — болгарский лицензионный вариант, в середине 1990-х выпуск прекращён[5].
- «Айбат» — самоходный миномёт Вооружённых сил Казахстана.

## Операторы
- Беларусь — 61 2С12 «Сани», по состоянию на 2016 год[6]
- Босния и Герцеговина — 23 2Б11 (используются под обозначением UK-2), по состоянию на 2012 год[7]
- Венесуэла — 48 2С12 «Сани», по состоянию на 2016 год[8]
- Грузия — 14 2С12 «Сани», по состоянию на 2016 год[9]
- Казахстан — 45 2Б11 и М-120, по состоянию на 2016 год[10]
- Кыргызстан — 6 2С12 «Сани», по состоянию на 2016 год[11]
- Ливия — некоторое количество 2Б11, по состоянию на 2016 год[12]
- Литва — 20 единиц 2Б11 на вооружении по состоянию на 2024 год[13]
- Россия:
  - Сухопутные войска — 675 единиц 2С12 «Сани» на вооружении и 500 единиц на хранении по состоянию на 2024 год[14]
  - Пограничная служба ФСБ — 90 единиц 2С1, 2С9 и 2С12 «Сани», по состоянию на 2016 год[15]
- СССР — перешли к образовавшимся после распада государствам
- Узбекистан — 5 2Б11 и 19 2С12 «Сани», по состоянию на 2016 год[16]
- Украина
  - Сухопутные войска — 100 единиц 2С12 «Сани» на вооружении по состоянию на 2024 год[17]
  - Десантно-штурмовые войска — 24 2С12 «Сани», по состоянию на 2016 год[18]
- Эстония — 14 2Б11, по состоянию на 2016 год[19]

### Боевое применение
1. Вторая чеченская война[20].
2. Война на Донбассе — используется обеими сторонами конфликта[21][22][нет в источнике].

## 2Б11 и другие миномёты
| Миномёт     | Вес    | Угол подъёма | Угол поворота | Темп стрельбы    | Дальность              | Снаряд      | Вес снаряда  | Вес ВВ      | Комментарий                                      |
| ----------- | ------ | ------------ | ------------- | ---------------- | ---------------------- | ----------- | ------------ | ----------- | ------------------------------------------------ |
| 2Б11        | 210 кг | 45—80°       | 5°            | 12—15 выстр./мин | 460—7180 метров        | 3ОФ34       | 16,8 кг      | 3,43 кг     | —                                                |
| 2Б23        | 420 кг | 42—85°       | 8°            | 9—11 выстр./мин  | 700—8855/900—12800 м   | 3ОФ49/3ОФ50 | 19,8/19,8 кг | 4,9/3,25 кг | Для обычных снарядов/активно-реактивных снарядов |
| Soltam K6   | 145 кг | 45—85°       | 14°           | 16 выстр./мин    | 300—7240 м             | M933        | 13,65 кг     | 2,99 кг     | —                                                |
| MO-120-RT61 | 582 кг | 30—85°       | 14°           | 6—10 выстр./мин  | 1100—8100/1100—13000 м | PRAB/PRPA   | 18,6/18,6 кг | 4,2/2,7 кг  | Для обычных снарядов/активно-реактивных снарядов |